# 上山良子
上山良子（うえやま りょうこ）は、日本のランドスケープアーキテクト。ランドスケープコンサルタント・上山良子ランドスケープデザイン研究所主宰。長岡造形大学名誉教授。長崎県アーバンデザイン会議アドバイザー。

## 経歴
先祖は織田家の御殿医で、祖父良吉は慶應義塾で福澤諭吉に学んで通信省を経て王子製紙を含む多くの会社の経営の参画。父も銀行マンで実業家、母は芸術系で絵を描き染め物から革細工、刺繍まですべてを手がけた趣味人という家庭に育つ。
上智大学外国語学部英語学科卒業後、スカンジナビア航空を経て1968年に、日本万国博覧会電気通信館の設計に参加。
- 1974年-1976年、ケック・クレーグ・デザイン研究所勤務。
- 1976年 カリフォルニア大学バークレー校環境デザイン学部ランドスケープ専攻大学院修士課程(M.L.A.)に進学。
- 1977年-1982年、ローレンス・ハルプリン事務所（現C.H.N.M.B.アーバンデザイン及ランドスケープアーキテクチャー事務所)勤務。
- 1978年 大学院修士課程修了。
- 1978年 アメリカランドスケープアーキテクト協会（ASLA）全米最優秀学生賞。
- 1982年 帰国。上山良子ランドスケープデザイン研究所を設立。
- 1982年-1990年 東京造形大学造形学部デザイン学科非常勤講師。
- 1988年-1994年 武蔵野美術大学造形学部建築学科非常勤講師。
- 1991年 日本ビソー長崎本社ランドスケープで環境緑化センター会長賞。
- 1992年 芝浦シーバンスランドスケープデザインで建築業協会賞（BCS賞）、港区都市景観賞受賞。
- 1993年- 長岡造形大学環境デザイン学科教授。
- 1996年 長岡平和の森公園で日本建築美術工芸協会賞受賞。
- 1997年 21世紀の公園――ヘルシンキ都市公園トウーロンラッティ国際招待コンペティションで特別賞受賞。
- 1998年- 長岡造形大学大学院教授。
- 1998年-1999年 東北芸術工科大学非常勤講師。
- 1998年-2000年 近畿大学国際資源学科非常勤講師。
- 1998年-2002年 新潟大学工学部非常勤講師。
- 2001年-2002年 武蔵野美術大学非常勤講師。
- 2002年 「芝さつまの道」芝三丁目東地区再開発生活環境軸でグットデザイン賞（建築環境デザイン部門）受賞。
- 2004年 長崎水辺の森公園 グッドデザイン賞金賞受賞。2006年には環長崎港アーバンデザイン専門家会議として土木学会デザイン賞優秀賞。
- 2005年 長岡造形大学名誉教授。
- 2006年 きたまちしましま公園で平成17年度さいたま市景観賞、第15回 AACA賞入選、グッドデザイン賞 受賞。
- 2008年-2012年 長岡造形大学学長に就任。

おもなプロジェクトは、1986 100 HILLS 企画,基本設計、
1987 芝浦シーバンスLD(建築業協会賞(BCS賞)、
1987 日立科学館屋上庭園基本/実施設計,監理、
1988 Yes'89横浜博覧会 SK駅舎、バス停他、
1988 日本ビソー長崎本社LD (環境緑化会長賞)、
1988 玉川高島屋ショッビングセンター20周年記念改装、
1990 JR 東日本T地区開発計画-LD 基本構想、(仮称)平塚湘南カルチャーパーク基本構想、
1994 ホテルアクシオングアム
1995 核融合科学研究所施設、東京都臨海道路換気所立坑基本計画
基本設計、
1996 関川村大石東保彫刻公園彫刻 幕張新都心住宅H-1: 幕張ベイタウングランパティオス公園東の街、
1997 芝三丁目東地区再開発事業基本計画デザインガイドライン、
2004 MOMOA美術館 2005 プラザノース(PF) 他。
委員歴は、1993に美しいまちなみ懇談会。1995に建築審議会委員。
1996に新首相官邸基本設計に関する有識者会議。2002に「日本におけるイタリア2001年」記念広場国際デザインアイデアコンべ審査員
2002から第20回よりすまい,まちづくり設計協議会審査委員。
2005から東京国際空港国際線地区ターミナル整備、運営事業事業者選定委員会。2006から千代田区景観まちづくり審議会委員。2007から横浜駅周辺大改造計画計画作り委員会委員、など多数。

## 主な著書
- SD 4月号特集『庭園』ハルプリンの近作 (庭園--虚構仕掛のワンダーランド<特集>) -- (アメリカのランドスケープ・デザインの展開)アメリカに於けるランドスケープデザインの展開」鹿島出版会、1984年）
- 駅の新しい機能－広場化・情報化 （上・下巻、監修・著、地域科学研究会、1988年）
- 街を内包する駅・空港（共著、地域科学研究会、1992年）
- まちと私――ECOPOLIS/EGOPOLIS（「新都市」 44(12),1990年12月号）
- 内発型活性化の実践（共著、地域科学研究会、1994年）
- 鉄道高架とまちづくり(下)（共著、地域科学研究会、1994年）
- 環境づくりと公共建築 (特集 公共建築と環境)「建設月報」 49(3),1996年3月号）
- 環境をデザインする（共著、環境デザイン研究会、朝倉書店（1997年）
- ミレニアムへの扉――「土地の記憶」と「バイオミミクリー」 (特集 ミレニアムを考える)(「地域開発」 (419), 1999年8月号）
- 飯田の風土に根ざしたサスティナブルシティの条件 (第4回環境共生まちづくり塾(長野県飯田市2000年11月17日開催))「環境共生」 6, 2001年7月）
- ランドスケープアーキテクトの視点（「運輸と経済」 63(1),2003年1月号）